# Francisco de Cleves
Frans van Cleef, van Cleve, o Francisco de Cleves –castellanizando su nombre y apellido–, (n. Amberes, ca., 1562 y 1573 - f. 1611) fue un pintor flamenco en las cortes ducales del Infantado y Pastrana.

## Biografía
Nació en Amberes y era hijo de Hendrick van Cleef, miembro de una amplia familia de pintores, y de Paschasia Suys. Su nombre nunca fue anotado en el libro del gremio de pintores de San Lucas de Amberes. Se formó en línea con los prototipos pictóricos de la ciudad del tercer cuarto del siglo XVI, dentro del particular romanismo flamenco repleto de temáticas mitológicas, paisajísticas y de género.
En 1587, teniendo eentree 14 y 25 años, aparece en Castilla. Se encontraba en Guadalajara, lo que se sabe gracias al contrato que firmó para entrar al servicio, como pintor y criado, de D. Rodrigo de Mendoza, heredero de la casa del Infantado por su matrimonio con Ana de Mendoza, y hermano y yerno del V duque del Infantado, D. Íñigo López de Mendoza y Luna.